# هارولد إيفرز
هارولد إيفرز (18 فبراير 1876 في أستراليا - 6 فبراير 1937) (بالإنجليزية: Harold Evers)‏ هو لاعب كريكت أسترالي.

## وصلات خارجية
- هارولد إيفرز على موقع إي آس بي آن كريك إنفو (الإنجليزية)